# Hugo Fleury
Hugo Fleury est un auteur-compositeur-interprète québécois. Il a été chanteur et parolier du défunt groupe Polémil Bazar et poursuit désormais une carrière solo.